# Jo Cox
Helen Joanne "Jo" Cox (Batley, 22 de junio de 1974 - Leeds, 16 de junio de 2016) fue una política británica del Partido Laborista que representó a la circunscripción de Batley & Spen (Yorkshire) entre 2015 y 2016, como miembro del parlamento británico.

## Biografía
Helen Joanne Leadbeater asistió a la Heckmondwike Grammar School en Yorkshire, antes de asistir a Pembroke College de Cambridge donde se licenció como B.A. en 1995, seguido de sus estudios de posgrado a LSE. 
Ejecutiva de Oxfam antes de entrar en política, durante su breve período en el parlamento de Westminster reclamó más ayuda humanitaria para las víctimas de la guerra de Siria.

## Asesinato
El 16 de junio de 2016, en medio de la campaña del Referéndum sobre la permanencia del Reino Unido en la Unión Europea, la diputada Cox fue asesinada a puñaladas y disparos repetidos en Birstall (Yorkshire del Oeste) por Thomas Mair, un ciudadano británico de 52 años vinculado al grupo neonazi estadounidense Alianza Nacional que gritó "Britain First" mientras la hería. Jo quedó en estado crítico y falleció de sus heridas aproximadamente una hora más tarde.
Muy pocos días antes de ser asesinada la parlamentaria había publicado un breve artículo en el que defendía la inmigración y llamaba a los votantes a no creer que el Brexit era la manera adecuada de afrontar los desafíos que esta plantea, instando a los ciudadanos británicos a «no caer en la trampa» y a votar en el referéndum por la permanencia en la UE.
Su asesino fue sentenciado a cadena perpetua por el Old Bailey el 23 de noviembre de 2016.